# Университетская фаланга

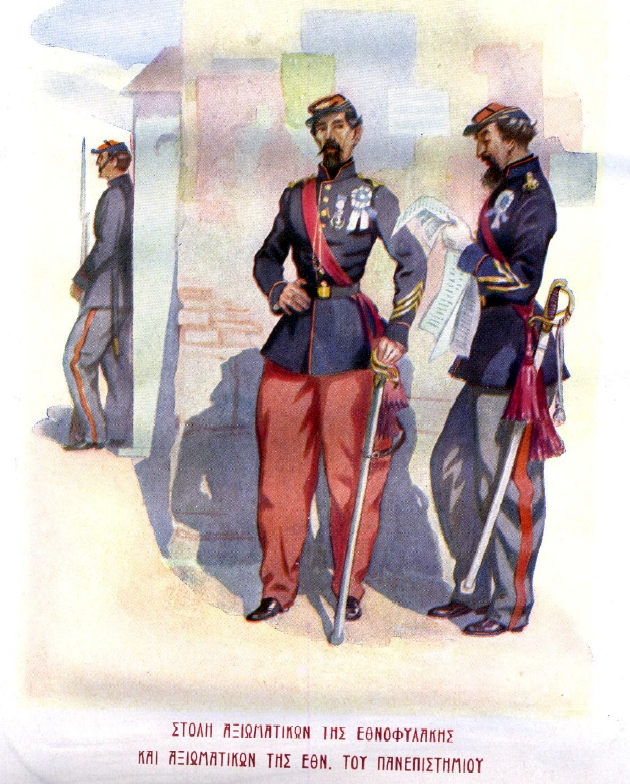
Офицеры Национальной гвардии (в центре) и Университетской фаланги (справа)- работа Аравантинос, Паноса

Университетская фаланга (греч. Πανεπιστημιακή Φάλαγγα) или Студенческая фаланга (греч. Φοιτητική Φάλαγγα) — военизированный корпус греческого студенчества второй половины XIX века.

## История Фаланги
Фаланга была создана по инициативе ректората Афинского университета, сразу после низложения  короля Оттона  в октябре 1862 года и последовавших беспорядков в столице. Создание Фаланги было подтверждено указом временного правительства от 8 декабря 1862 года. Согласно решению Второго Национального собрания, Фаланга была организована как часть Национальной гвардии и её командир избирался голосованием офицеров и студентов Фаланги. В Фалангу вступили все студенты университета, 612 числом, под командованием офицера пехоты Иоанниса Зумбулиса. С февраля 1863 года и до её расформирования в декабре 1863 года, командование Фалангой принял лейтенант Праидис, Александрос. Были образованы 5 рот по 120 человек, во главе которых встали лейтенанты (преподаватели) университета. Позже была добавлена ещё одна рота и общее число фалангистов достигло 840. Оружие было даром мецената Димитриоса Вернардакиса. Все остальные расходы взял на себя Университет. Фаланга взяла на себя патрулирование на улицах города и вооружённую охрану государственных учреждений Афин, включая министерства и здание парламента. С учреждением новой королевской династии  Георгом I  и восстановлением порядка, Фаланга была расформирована. Попытки воссоздать Фалангу были предприняты в 1873 году и в 1875 году, но не имели продолжения. После введения всеобщей и обязательной воинской повинности в 1879 году вопрос о воссоздании Фаланги более не вставал.
Во время очередного Критского восстания в 1897 году, 112 студентов отправились добровольцами на остров и сформировали Фалангу Эллинизма (греч. Φάλαγγα Ελληνισμού), под командованием лейтенанта артиллерии Зимвракакиса. Эта последняя Фаланга была распущена сразу после отзыва с острова экспедиционного корпуса полковника Вассоса.